# Niederländische Billie-Jean-King-Cup-Mannschaft
|                                                    |
| Teilnahmen der niederländischen Fed-Cup-Mannschaft |

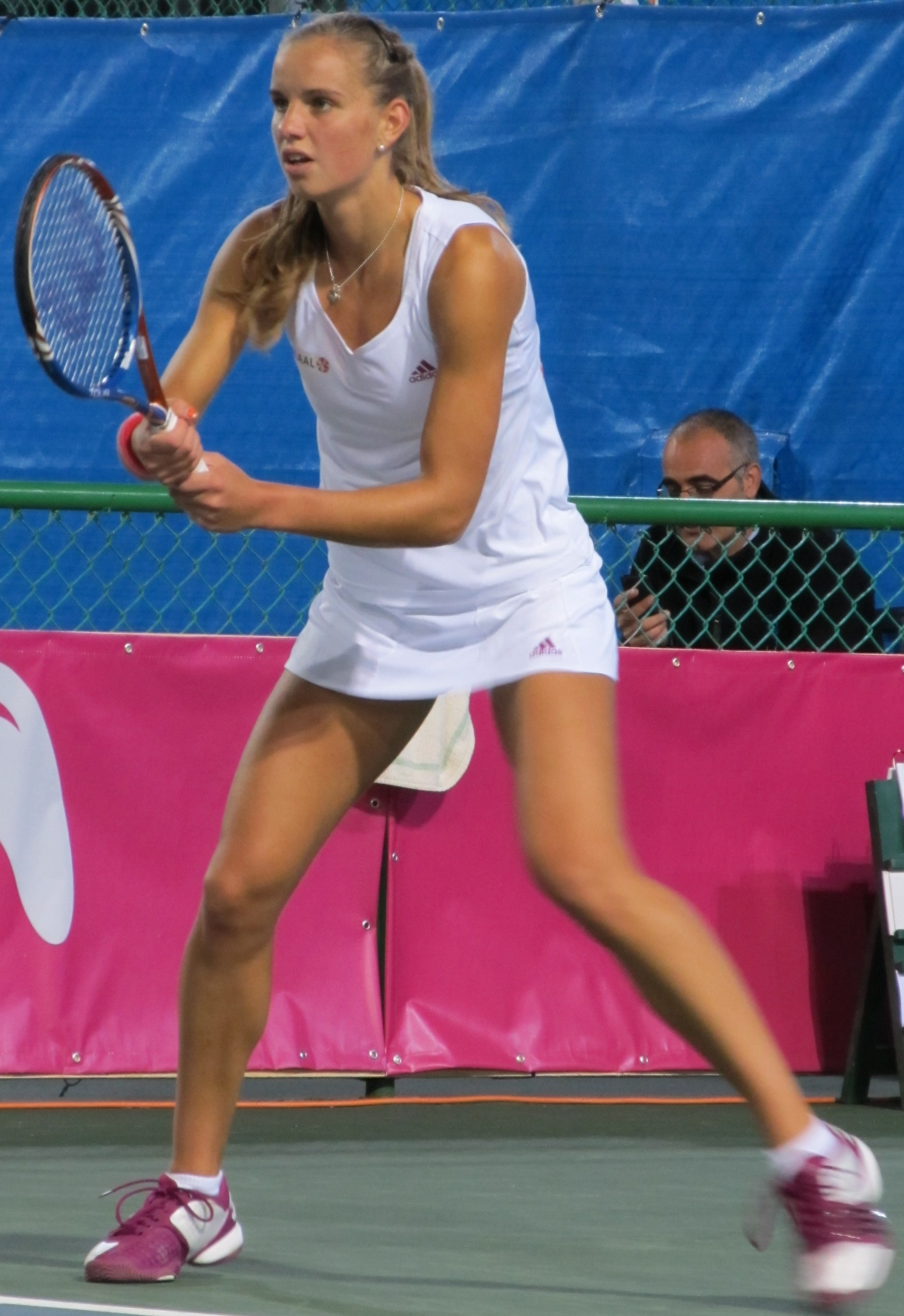
Arantxa Rus 2011 in Eilat

Die niederländische Billie-Jean-King-Cup-Mannschaft ist die Tennisnationalmannschaft der Niederlande, die im Billie Jean King Cup eingesetzt wird. Der Billie Jean King Cup (1963 bis 1995 Federation Cup, 1996 bis 2020 Fed Cup) ist der wichtigste Wettbewerb für Nationalmannschaften im Damentennis, analog dem Davis Cup bei den Herren.

## Geschichte
Erstmals am Billie Jean King Cup teilgenommen haben die Niederlande im Jahr 1963. Das beste Abschneiden gelang 1968 und 1997 mit dem Erreichen des Endspiels.

## Teamchefs (unvollständig)
- Stanley Franker, –1993
- Fred Hemmes, 1994–1998
- Hans Felius, 1999–2001
- Tjerk Bogtstra, 2002–2004
- Hans Felius, 2005
- Manon Bollegraf, 2006–2013
- Paul Haarhuis, ab 1. Januar 2014[1]

## Spielerinnen der Mannschaft (unvollständig)
| Spielerinnen           | Einsätze | Einsätze | Einsätze   |
| Spielerinnen           | erster   | letzter  | Bilanz S/N |
| ---------------------- | -------- | -------- | ---------- |
| Kiki Bertens           | 2011     | 2017     | 24:4       |
| Cindy Burger           | 2016     | 2017     | 0:3        |
| Chayenne Ewijk         | 2010     | 2010     | 2:2        |
| Michelle Geradrs       | 2005     | 2009     | 3:1        |
| Richèl Hogenkamp       | 2010     | 2017     | 16:7       |
| Lesley Kerkhove        | 2014     | 2014     | 2:0        |
| Michaëlla Krajicek     | 2004     | 2017     | 17:15      |
| Arantxa Rus            | 2008     | 2017     | 15:12      |
| Bibiane Schoofs        | 2012     | 2013     | 3:6        |
| Demi Schuurs           | 2012     | 2012     | 1:0        |
| Nicole Thijssen        | 2007     | 2010     | 10:6       |
| Angelique van der Meet | 2013     | 2013     | 1:0        |
| Pauline Wong           | 2007     | 2009     | 3:4        |